# Landon Donovan MVP Award
Il Landon Donovan MVP Award, precedentemente noto come MLS Most Valuable Player Award, è un premio calcistico assegnato con cadenza annuale al miglior calciatore della Major League Soccer. Dall'edizione 2015 prende il nome da Landon Donovan, calciatore statunitense ritiratosi nel 2014.

## Albo d'oro
| Anno | Nome                       | Squadra                 |
| ---- | -------------------------- | ----------------------- |
| 1996 | Carlos Valderrama          | Tampa Bay Mutiny        |
| 1997 | Preki                      | K.C. Wizards            |
| 1998 | Marco Etcheverry           | D.C. United             |
| 1999 | Jason Kreis                | Dallas Burn             |
| 2000 | Tony Meola                 | K.C. Wizards            |
| 2001 | Álex Pineda Chacón         | Miami Fusion            |
| 2002 | Carlos Ruiz                | L.A. Galaxy             |
| 2003 | Preki                      | K.C. Wizards            |
| 2004 | Amado Guevara              | MetroStars              |
| 2005 | Taylor Twellman            | N.E. Revolution         |
| 2006 | Christian Gómez            | D.C. United             |
| 2007 | Luciano Emilio             | D.C. United             |
| 2008 | Guillermo Barros Schelotto | Columbus Crew           |
| 2009 | Landon Donovan             | LA Galaxy               |
| 2010 | David Ferreira             | FC Dallas               |
| 2011 | Dwayne De Rosario          | D.C. United             |
| 2012 | Chris Wondolowski          | S.J. Earthquakes        |
| 2013 | Mike Magee                 | LA Galaxy/ Chicago Fire |
| 2014 | Robbie Keane               | LA Galaxy               |
| 2015 | Sebastian Giovinco         | Toronto FC              |
| 2016 | David Villa                | New York City           |
| 2017 | Diego Valeri               | Portland Timbers        |
| 2018 | Josef Martínez             | Atlanta United          |
| 2019 | Carlos Vela                | Los Angeles FC          |
| 2020 | Alejandro Pozuelo          | Toronto FC              |
| 2021 | Carles Gil                 | N.E. Revolution         |
| 2022 | Hany Mukhtar               | Nashville               |
| 2023 | Luciano Acosta             | FC Cincinnati           |
| 2024 | Lionel Messi               | Inter Miami             |